# ويليام جيسي غود لاند
ويليام جيسي غود لاند (بالإنجليزية: William Jesse Goad Land)‏ هو عالم نبات أمريكي، ولد في 1865 في ألتون في الولايات المتحدة، وتوفي في 1942.